# Камарзани (Сучава)
Камарзани (рум. Cămârzani) насеље је у Румунији у округу Сучава у општини Ваду Молдовеј. Oпштина се налази на надморској висини од 376 m.

## Становништво
Према подацима из 2002. године у насељу је живело 247 становника, од којих су сви румунске националности.